# Les Honorables
Les Honorables est une série télévisée québécoise en vingt épisodes de 43 minutes créée par Jacques Diamant, et diffusée entre le 10 janvier 2019 et le 6 janvier 2022 sur Club Illico, puis en clair à partir du 10 septembre 2019 sur le réseau TVA.

## Fiche technique
- Auteur : Jacques Diamant
- Réalisateur : Louis Choquette
- Compositeur : Christian Clermont
- Société de production : Sphère Média Plus

## Distribution[3]
- Patrick Huard : Ludovic Dessureaux
- Macha Grenon : Lucie Dessureaux
- Mylène Mackay : Alicia Dessureaux
- Olivier Gervais-Courchesne : Raphaël Dessureaux
- Kevin Houle : Tristan Rabeau
- Myriam Gaboury : Gabrielle Dessureaux
- Sylvain Marcel : Gaétan Dessureaux
- Anne-Renée Duhaime : Julie Rabeau
- Martin Dubreuil : Viateur Lajoie
- Hugo Dubé : Régis Grandmaison
- Pier Paquette : Me Rochefort
- Florence Blain Mbaye : Vicky Deschamps
- Matthieu Simard : Wilbert Chamard
- Daniel Thomas : Marc Landry
- Danny Gilmore : Enquêteur Langelier
- Ariane Castellanos : Sergente-détective Durant
- Nico Racicot : Antoine Voisard
- Alexis Lefebvre : Patrick Davidson
- Pierre Chagnon : Juge Julien Dallaire
- Maxime Bessette : Tahoé Bérubé
- Yvon Roy : Ronald Laurin
- Constance Massicotte : Noémie Brunelle
- Chimwemwe Dave Miller : Dario Solari
- Karl Farah : Benoît Ross
- Roch Aubert : Juge Louis Rivard
- Isabelle Brossard : Juge Eliane Breton
- Denis Trudel : Maurice Aquin
- Manon Lussier : Juge Simone Larose
- Isabel Dos Santos : Mme Velasquez
- Claudia Larochelle : animatrice
- Sarah Louis-Jean : greffière
- Maxime Cournoyer : acteur film
- Max Laferrière : acteur film
- Jason Cavalier : patrouilleur
- Stéphane Allard : cycliste
- Noémie O'Farrell : policière cyberpatrouille
- Audrey Roger : Mathilde Beauchamp
- Joseph Antaki : président du jury
- Joanie Poirier : policière au parc
- Frédéric Cloutier : huissier
- Alexandra Cyr : Jessica
- Ted Pluviose : pathologiste
- Thérèse Perreault : greffière
- Line Lafontaine : Me Royer
- Nils Oliveto : Karl Girouard
- Vincent K. Deschênes : Mathieu
- P.J. Dufort : client concessionnaire
- Christine Foley : journaliste
- François Mercure : avocat de la défense
- Marjolaine Lemieux : conjointe du juge Latour
- Miguel Dugal : automobiliste feu rouge
- Carissa Vales : Luna-Sofia
- Kena Molina : policière
- Marie Yardly Kavanagh : Hélène
- Antoine Portelance : Enquêteur Cardin
- Pierre Mailloux : Vanier
- Joseph Bellerose : Charles
- Jonathan Deveau : le vitrier
- Alexandre Malo-Cyr : Cédric
- Valérie Leclair : visiteuse
- Ève Duranceau : urgentologue
- France Pilotte : gestionnaire d'immeuble
- Marie-Claude Alain : technicienne
- Garry S. Mailloux : policier perquisition
- Étienne Lou : livreur
- Rodley Pitt : commis quincaillerie
- Patrick Caux : prêtre
- Sébastien Beaulac : Denis
- Natacha Filiatrault : joggeuse
- Marie-Ève Verdier : Stéphanie
- Luc Boucher : réceptionniste motel
- Roger Léger : Élie Chapados (saison 2)
- Hugolin Chevrette (saison 2)
- Marc Beaupré (saison 2)
- Philippe-Audrey Larrue St-Jacques (saison 2)

## Épisodes

### Première saison (2019)
1. Le Premier Jugement
2. La Libération
3. Complots
4. Confrontations
5. Visites libres
6. Entraves à la justice
7. Le Bunker
8. Le Silence de Mathilde
9. Trahisons
10. Le Jugement Dernier

### Deuxième saison (2022)
Elle a été mise en ligne le 6 janvier 2022 sur le Club Illico.
1. Temps dur
2. Négligence criminelle
3. Liberté illégale
4. Suspects potentiels
5. Preuves matérielles
6. Infiltrations
7. Le Mauvais voyage
8. Le Repaire
9. La Mission
10. Le Dernier voyage